# Operace Moked
Operace Moked (hebrejsky מבצע מוקד‎, Mivca Moked, česky Ohnisko, anglicky Focus) byl vzdušný úder izraelského vojenského letectva, kterým byla zahájena Šestidenní válka. Operace Moked byla započata 5. června 1967 v ranních hodinách. Izraelská vojenská letadla při ní zničila většinu egyptského a později i syrského a jordánského vojenského letectva při minimálních vlastních ztrátách. Úspěch během Operace Moked vedl k získání letecké převahy nad bojišti Šestidenní války a významně se podílel na konečném vítězství Izraele v této válce.

## Zpravodajská příprava operace
Ze zpravodajského hlediska hrály rozhodující úlohu v plánování operace Moked vojenská zpravodajská služba Aman a dále potom civilní zpravodajská služba Mosad. Obě zpravodajské služby své znalosti o arabských armádách těžily zejména z nasazování agentů působících přímo v týlu nepřítele. Nejvýznamnějším z nich byl Eli Kohen, který působil v Sýrii a poskytl cenné informace o syrských obranných pozicích na Golanských výšinách, další byl Wolfgang Lotz, vydávající se za bývalého důstojníka SS a udržujícího přátelské styky s egyptskými představiteli. Informace izraelské špionáži předávali i egyptský zpravodajský důstojník Anwár Ifrím či Násirův osobní masér Alí al-Alfí. Dalším ze zdrojů informací bylo letecké snímkování zejména egyptských (ale i syrských a jordánských) letišť. Díky tomu dostali izraelští piloti mapy s vyznačenými polohami nejen samotných letišť, ale i protileteckých baterií a děl, rozjezdových ploch i fingovaných cílů. Zpravodajci díky dlouhodobému pozorování leteckých jednotek arabských států znali systém hlídkování, trasy hlídek i jejich složení.

## Plánování operace
Základním předpokladem, který plán předpokládal byl moment překvapení. Protivníkovi nesměl být dán čas na vzpamatování se. Začátek operace byl záměrně určen na 07:45 (8:45 káhirského času) z řady důvodů: tou dobou (dle informací Amanu) docházelo ke střídání směn hlídkujících egyptských pilotů. Zatímco noční směna odcházela na snídani, ranní se teprve chystala ke vzletu. Dalším důvodem byl fakt, že tou dobou se zdvihala ranní mlha nad Nilem a Suezským průplavem. A v neposlední řadě to byl fakt, že útočící izraelská letadla měla mít slunce v zádech. Součástí operace byly celkem tři údery, každý po třech vlnách. Na samotnou operaci bylo vyčleněno prakticky celé izraelské vojenské letectvo (na obranu izraelského vzdušného prostoru bylo vyčleněno pouze 12 stíhaček). Z důvodu plynulého vzletu všech letadel a jejich synchronizovaného útoku proti egyptským cílům dostali izraelští piloti rozkaz v případě potíží při startu (např. prasklá pneumatika) zajet s letadlem do oranice kolem vzletové dráhy, aby nebyla narušena plynulost operace. Letadla měla startovat dle harmonogramu v desetiminutových intervalech, jednotlivé roje měly nad určenými cíli strávit maximálně sedm minut a poté odletět, aby uvolnily místo další vlně. Při plánování bylo pro první vlnu za cíle určeno devatenáct egyptských vojenských letišť a radarových stanic. Útočící letouny měly do Egypta letět nízko nad Středozemním mořem, poté obrátit na jih přes Dolní Egypt a dále se stočit na východ, takže k úderu proti egyptským cílům by došlo ze západu. Výběr této trasy byl veden se snahou vyhnout se v maximální míře území pokrytému radary. Největším problémem se ukázal jordánský radar Marconi 547 v Adžlúnu, který dokázal kontrolovat celý izraelský vzdušný prostor. To bylo vyřešeno letem ve stínu Judských hor a následným nízkým letem nad Středozemním mořem.
Prvořadým úkolem izraelských útočících letadel bylo ničení přistávacích a vzletových drah, aby se zabránilo vzletu protivníkových letadel. Poté byly na zemi ničeny letové prostředky protivníka a protiletecká obrana základen. Izraelskému plánování navíc pomohlo, že egyptská letadla parkovala na letištní ploše a nebyla ani zamaskovaná. Velení základen sice opakovaně žádalo o vybudování betonových bunkrů, ale žádosti byly vrchním velením ignorovány.

### Plánované cíle operace

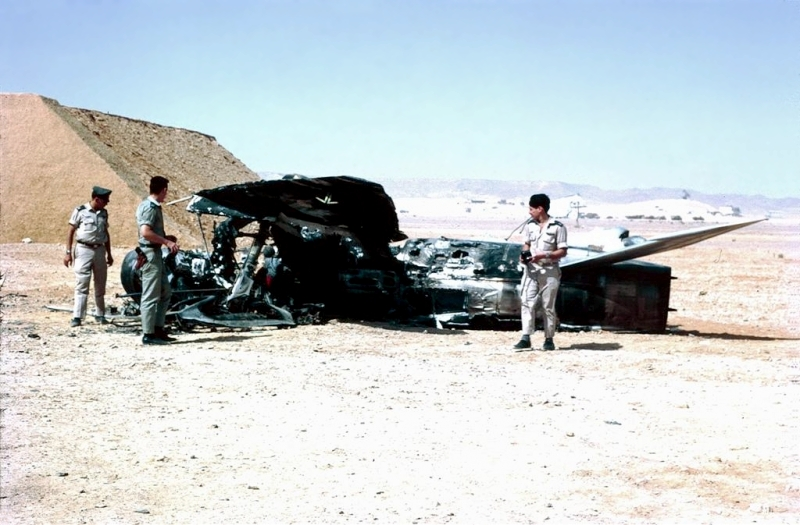
Důstojníci izraelského letectva u zničeného egyptského MiGu-21 na Sinaji

Velení egyptského letectva soustřeďovalo letouny na základnách podle typů. Izraelští plánovači taky mohly určit pořadí, v jakém budou jednotlivé typy letadel ničeny. Největší množství cílů pro útok bylo plánem určeno v Egyptě, celkem 19 leteckých základen:
Cairo West (zde bylo umístěno 30 strategických bombardérů sovětské výroby Tu-16), Cairo International (přestože se jednalo o civilní letiště, byla zde umístěna letka MiG-21), El Mansura, Inshas, Abu Sueir, Fajid, Kabrit, Heluan, Beni Suef, al-Minyja, Hurghada (uskupení stíhačů MiG-19 a MiG-21), Ras Banas, Luxor, Gamil, Deversoir, El Aríš, Džabal Libní, Bir Džafdžafa a Bir Thamada.
Dalších pět plánovaných cílů se nacházelo v Sýrii: základny Dumyja, Sejqal, Marj, Rhyjal, Damašek - Mazzah a T-4.
V případě jordánských nepřátelských aktivit byly za cíle vybrány Princ Hassan Air Base a King Abdullah Air base, v Iráku potom základna Habbynija.

### Nasazená technika
Pro letecké údery bylo plánováno využití prakticky celého izraelského letectva. Nasazeny byly stíhačky Mirage, Vantour (vzdálené cíle), Mystére a Ouragan. Pro nebojovou část operace byly nasazeny dopravní Dakoty pro rušení radarových prostředků protivníka, na záchranné a vyprošťovací akce byly nasazeny vrtulníky.
Stíhací letouny byly vyzbrojeny protiletadlovými řízenými střelami vzduch-vzduch Matra R530. Pro ničení vzletových a přistávacích ploch bylo použito speciálních protibetonových pum Pa´Pa´M Matra nebo těžkých pum svrhávaných za střemhlavého letu.

## Arabské přípravy
30. května proběhla schůzka nejvyšších představitelů Jordánska a Egypta, krále Husajna a Násira v Káhiře. Husajn varoval Násira před možností izraelského útoku proti egyptským vzdušným silám. Násir odpověděl, že útok očekávají a egyptská armáda je na něj připravena..

## Průběh bojů
Operace byla naplánována jako série na sebe navazujících leteckých úderů směřovaných proti egyptským letadlům, letištím a letištnímu zařízení na 19 hlavních egyptských leteckých základnách. Kromě letadel bylo naplánováno ničení rozjezdových ploch, protileteckých prostředků a systémů radarové výstrahy. Samotný harmonogram byl vytvořen tak, aby jednotlivé letecké údery na sebe navazovaly a nedaly šanci egyptským letadlům vzlétnout. U některých letišť na Sinajském poloostrově bylo naplánováno pouze zničení letadel. Rozjezdové plochy měly být ušetřeny (nebo poškozeny jen minimálně), neboť se počítalo v dalších fázích bojů s jejich převzetím a následným využitím.

### 06:45 - 07:45
Jako první odstartovaly ještě před zahájením samotné operace dopravní letouny Dakota, které pomocí tzv. techniky window (mračen hliníkových pásků) a speciálních podvěsů zahlušily radarovou techniku protivníka. V 7:10 odstartovalo z letecké základny Chacor 16 francouzských cvičných letounů Fouga Magister vybavených raketami a vysílajících na frekvencích letounů Mystére a Mirage a imitujících běžný hlídkový let. V 7:14 odstartovaly Ouragany, o minutu později Mirage z Ramat Davidu. Po chvíli ze základny Chacor odstartovaly další Ouragany. V 7:19 odstartovalo ze základny Chacerim 15 letadel Vautour. Z letišť v Izraeli odstartovalo do 7:30 ve třech vlnách 186 bojových letadel izraelského vojenského letectva určených pro první úder a ve stanovených formacích mířily k určeným cílů. Byl nařízen přísný rádiový klid. Letadla letěla předem stanovenou rychlostí, aby svých cílů dosáhla v 07:45.
Větší část izraelských letadel zamířila nad Středozemní moře, aby se vyhnula egyptským radarovým stanicím. Teprve nad mořem se letouny stočily západním směrem nad Egypt. Další část izraelských letadel měla na egyptská letiště útočit od Rudého moře.

### 07:45 - 08:30
V 08:15 byly formace izraelských letadel zaznamenány jordánskou radarovou stanicí v Adžlúnu. Jordánsko následně informaci o izraelských letadlech předalo egyptskému ministrovi obrany. Egypťané ale den před tím změnili šifrování a Jordáncům to nesdělili. Informace tedy zůstala nerozšifrovaná. Ministr obrany, ani vyšší důstojníci navíc nebyli na ministerstvu přítomni. 
První izraelská letadla zahájila útok na egyptské letecké základny 07:45. V první fázi byly ničeny rozjezdové plochy. Následně byla na zemi ostřelována a ničena egyptská letadla, pozice protiletecké obrany a budovy pozemního personálu. Každé letadlo provedlo 3-4 nálety a poté odlétalo, aby uvolnilo prostor pro další nalétávající letadla. Jako první byla napadena egyptská základna Cairo West. Ve třech vlnách bylo zničeno 16 bombardérů Tu-16, Izrael ztratil 2 letadla. Dalším cílem bylo letiště Cairo International, kde při prvním náletu byly zničeny 4 MiG-21. Stejný počet Migů byl zničen i na základně Abu Sueir (včetně přistávacích a vzletových drah). Napadeny byly základny Fayid (hostící letky Su-7, MiG-21 a MiG-19) a Inshas (letky MiG-21). Základna Beni Suef byla prázdná a útočící izraelská letadla napadla alespoň letištní objekty a dráhy. Na základně Kabrit Izraelci zničili několik letadel MiG-21 a dva stroje Il-14. Na ústupu Izraelci ztratili dva letouny. Na zpáteční cestě letouny ničily postavení egyptských protileteckých baterií S-75 Dvina.
Na Sinajském poloostrově byla napadena egyptská základna El Ariš. Zde bylo zničeny 6 strojů MiG-17, dráhy ničeny nebyly, předpokládalo se obsazení základny a její následné využití. Základna Džebel Libni bylo na zemi zničeno 15 letadel MiG-17 a MiG-19 a poškozena část vzletové a přistávací dráhy. Další izraelské letouny zasypaly prostor časovanými náložemi, které znemožnily následné opravy. Na základně Bir Džafdžafa byly na zemi zničeny 3 vrtulníky a čtyři letouny Il-14. V Bir-Thamadě bylo izraelskými letadly zničeno 8 An-12 a další dopravní letadla.
Po svržení pum se izraelská letadla vracela zpět na základny k znovuvyzbrojení, nad egyptskými letišti se objevila izraelská letadla druhé vlny a pokračovala v útocích. Na jejich odlet navazoval přílet třetí vlny izraelských letadel. Po odletu třetí vlny následovalo půlhodinové "okno", po němž se nad egyptská letiště vrátila znovu vyzbrojená izraelská letadla z první vlny. Již při prvním úderu došlo k několika leteckým soubojům: nedaleko Imphaly byly sestřeleny 4 MiG-15UTI. K prvnímu střetu s Mig-21 došlo nad Abu Sueirem, zde byl sestřelen startující MiG-21F a další byl zničen při přistávacím manévru. Na Cairo West byl sestřelen další Mig-21, ale trojice dalších MiG-21 následně sestřelila jeden izraelský Ouragan.
Během první vlny Izraelci provedli 25 bojových letů. Úplně zničili 2 základny v Egyptě a 4 na Sinajském poloostrově. Zničeno bylo 204 egyptských letadel, z toho 195 na zemi. Sestřeleno bylo 8 izraelských letadel a zahynulo 5 pilotů, přičemž 1 letadlo sestřelila omylem izraelská protiletecká obrana poblíž izraelské jaderné elektrárny v Dimoně.

### 09:00

Na zemi zničené egyptské letouny

164 izraelských bojových letadel znovu ve třech vlnách zaútočilo proti cílům v Egyptě. Kromě základen, které byly napadeny při prvním úderu zaútočilo izraelské letectvo i na další, vzdálenější egyptské základny: El Mansura, El Myrija, Almasa, Luxor, Deversoir, Hurghada, Bilbeis, Ras Banas (zničeno 16 bombardérů Il-28) a Heluan. Kromě několika sporadických leteckých soubojů byly egyptské letouny ničeny na zemi. Docházelo také k dalším leteckým soubojům. U Abu Sueiru byly sestřeleny 4 MiG-21.
V 10:40 napadly 4 jordánské Huntery izraelské letiště Kfar Sirkim (zde zničily několik letadel), další Huntery zaútočily na dům izraelského ministra obrany Moše Dajana. Krátce na to se nad izraelskou základnou Ramat David objevily 3 irácké Huntery, základnu ale minuly a zaútočily na blízkou vesnici. V 11:55 proniklo do izraelského vzdušného prostoru 12 syrských MiG-21 a MiG-17: tři z nich napadly letiště Meggido, rafinerii v Haifě, civilní letiště Jezreel a několik dalších civilních cílů. Záhy však byly napadeny izraelskými Miragemi a část z nich byla Izraelci sestřelena. Zbylé syrské formace MiGů zaútočily na osady na břehu Středozemního moře a v okolí Nazaretu.

### 13:00
Od 13 hodin útočily postupně tři vlny izraelského úderu. Cílem byly zejména na egyptské radarové stanice a systémy protiletadlové ochrany. Napadeno bylo 23 stanovišť (z toho 16 na Sinajském poloostrově) Část třetí vlny izraelských bojových letadel původně mířící do Egypta byla odkloněna a zaútočila na cíle v Sýrii a Jordánsku. Na jordánské základně King Abdullah Air Base zničily izraelská letadla dva vrtulníky Alouette a několik dopravních letadel. Při návratu byli napadeni 4 jordánskými Huntery: Izraelci ztratily dvě stíhačky Mystére, Jordánci jeden Hunter. Další izraelské letouny napadly jordánskou základnu King Hussein Air Base, kde při leteckém souboji zničily jeden Hunter, další zničily při přistání a další letadla zničily na zemi. Odpoledne poté izraelské letouny poškodily radarovou stanici Marconi 547 v Ajlunu. Krátce po poledni napadly izraelské stíhačky syrské základny Marj Riyal, Damyr, Seiqal a o několik hodin později základnu T-4. Došlo k řadě vzdušných soubojů, při kterých Izraelci ztratily čtyři letadla a Syřané deset. Kolem 15 hodiny izraelské letectvo bombardovalo i vzdálenou iráckou základnu H-3.
Vedlejší úkolem izraelského letectva byla podpora vojsk při pozemních útocích. Protože však na bylo prakticky celé izraelské letectvo vyčleněno na operaci Moked, podporu zajišťovaly cvičné letouny Fouga Magister vyzbrojené 80mm neřízenými raketami a pilotovanými záložníky a kadety letecké školy.

## Ztráty
Informace o ztrátách jednotlivých účastníků se u různých zdrojů liší

### Izrael
- 10 pilotů zahynulo[8]
- 19 letadel zničeno (z celkového počtu 208)[8]

### Egypt
- <70 pilotů zahynulo[7]
- 200 zraněných
- 286 - 338 letadel zničeno (z celkového počtu 500[9] - 500)
- 8 radarových stanic zničeno

### Sýrie
- zahynul neznámý počet pilotů
- 53[9] - 63 letadel zničeno (z celkového počtu 112)

### Jordánsko
- 2 piloti zahynuli[10]
- 28 - 29 letadel zničeno[9]

### Irák
- zahynul neznámý počet pilotů
- 17 - 23 letadel zničeno

### Libanon
- 1 letadlo zničeno

## Bezprostřední následky
Zničení syrského a jordánského letectva bylo důsledkem klamných informací ze strany egyptského prezidenta Násira. Násir totiž informoval své spojence, že útok úspěšně odrazil a že izraelské letectvo utrpělo těžké ztráty. Oba státy se okamžitě rozhodly zapojit do konfliktu a zahájily nálety na Izrael. Ty však byly buď s těžkými ztrátami odraženy, popřípadě mířily na civilní cíle a měly jen minimální význam. Poté následoval zdrcující útok na syrská a jordánská letiště a zničení prakticky všech arabských letadel.
Rozhodujícím faktorem izraelského vítězství bylo využití momentu překvapení, podrobně vypracovaná strategie útoku, kterou izraelští piloti beze zbytku plnili. Mezi další faktory úspěchu patřil i fakt, že obrana arabských (zejména egyptských) letišť byla nedostatečná. První den po napadení veškerá bojová iniciativa egyptských vzdušných sil vycházela pouze z nižších velitelský kádrů, střední a vyšší velitelská úroveň egyptského letectva byla paralyzovaná a ani v dalších dnech se tento stav výrazně nezměnil.
Celkem bylo zničeno 70% - 80% všech arabských vzdušných sil v oblasti, zároveň byla vyřazena většina letišť, kterými arabští spojenci disponovali. Izraelské vojenské letectvo získalo naprostou vzdušnou převahu nad bojišti a v následujících dnech Šestidenní války se věnovalo vzdušné podpoře pozemních operací.

## Kontroverze
Egyptská oficiální místa později přišla s tvrzením, že nepozorované proniknutí izraelských bojových letounů až k egyptským základnám bylo možné jen proto, že americké válečné lodě ve Středozemním moři účinně rušily egyptské radary. Egypt dále obvinil USA a Velkou Británii z přímé účasti na bombardování egyptských letišť; Egypťané totiž nepředpokládali, že by izraelské letouny mohly přiletět ze severu a západu.

## Zajímavosti
- Útočící izraelští piloti těžili z jedné nečekané výhody; 5. června podnikli egyptský ministr obrany Abdel Hákim Amer a velitel vojenského letectva generál Mohammed Sidki inspekční let po Sinaji a egyptské protivzdušné obraně bylo zakázáno střílet na letadla.[12] Podle tvrzení jednoho z izraelských pilotů měl letadlo s egyptskými generály na dostřel při bombardování vojenského letiště Fajid. Sestřelu zabránilo selhání palubního zbraňového systému izraelského letounu.[13].
- Kromě vojenských objektů zaútočily izraelské bombardéry na mezinárodní letiště v Káhiře; podle tvrzení izraelské armády Egypt porušil tzv. gentlemanskou dohodu, podle níž na civilních letištích nebudou shromažďována vojenská letadla. Egypt na káhirském letišti ukládal starší provozuschopné vojenské letouny ze zrušených základen, tím se toto letiště stalo regulérním cílem pro letecký útok.[14]